# Giuseppe Belli
Giuseppe Belli (rojen kot Giuseppe Francesco Antonio Maria Gioachino Raimondo Belli)  * 7. september 1791 †21. december 1863 je bil italijanski pisatelj in pesnik, ki je pisal sonete - največ v rimskem narečju. 

## Življenjepis

### Mladost in družina
Jožef se je rodil v Rimu 7. septembra 1791 v premožni družini: oče Gaudenzio Belli je bil računovodja, mati Luigia Mazio pa je izhajala iz družine, "ki je vedno prežala na bančne prenose" . Imel je tri brate: Carlo je umrl pri 18 letih; Flaminia, ki se je rodila leta 1801, je  postala nuna – častilka presvetega Rešnjega telesa leta 1827; Antonio Pietro pa se je rodil po očetovi smrti in je umrl kmalu po rojstvu. 
Leta 1798 so francoski okupatorji zasedli Rim in Bellijevi so se zatekli na varno v Neapelj. Ko je bila papeška oblast po propadu Napoleonovih osvajanj obnovljena, so se vrnili v Rim in se nato leta 1800 naselili v Civitavecchii, kjer je Gaudenzio Belli dobil dobro plačano službo v pristanišču. Ko je leta 1802 umrl v epidemiji tifusa, je družina zašla v hudo pomanjkanje ter ji ni preostalo drugega, ko da se je vrnila nazaj v Rim in se naselila v ulici Via del Corso v poceni stanovanju. Njihovo hišo so porušili konec 19. stoletja, da bi napravila mesto cesti zgrajeni do parlamenta. .

### Gmotne težave in trdo delo
Mati se je ponovno poročila 1806, vendar je naslednje leto umrla; za otroke je skrbel odslej njihov stric po očetovi strani, Vincenzo Belli. Jožef je moral prekiniti študij, da bi preživljal družino na kratko trajajočih in slabo plačanih delovnih mestih računovodja pri knezih Rospigliosi, občasno pa je tudi zasebno imel učne ure za dijake.
1812 je dobil dobro plačano službo in stanovanje pri knezu Stanislavu Ponjatovskem (1754-1833), ki pa ga je že naslednje leto odpustil zaradi nesoglasij, ki jih je izražala udeleženka pri knezovi ljubezenski pustolovščini..
Belli je začel svojo pesniško kariero sprva s sestavljanjem sonetov v italijanščini, na predlog svojega prijatelja, pesnika Francesca Spada. Po slabo plačani in težavni delovni dobi se je leta 1816 poročil s premožno Marijo Conti; to mu je omogočilo, da je zlahka razvil svojo pesniško žilico. 1824 se jima je rodil sin edinec - Ciro.
Belli se je nekajkrat odpravil na potovanja v severno in srednjo Italijo, kjer je lahko prišel v stik z bolj razvitim literarnim svetom, pa tudi z razsvetljenskim in prevratniškim okoljem, ki ga v Rimu skorajda ni bilo mogoče zaznati, a se ni branil njegovega vpliva. Med bivanjem v Milanu je prišel v stik tudi z bogatim krajevnim izročilom narečne poezije in satire v sodobni priredbi Karla Porta, čigar duhoviti ljudski soneti so mu bili zgled za pesmi v rimskem narečju, ki so ga posmrtno naredile slavnega in prepoznavnega.

### Soneti in druga dela
Njegovi soneti so bili pogosto satirični in proticerkveni, in je v njih na primer kardinale opredelil kot "pasje razbojnike"; ali pa papeža Gregorja XVI. kot nekoga, ki smatra "Rim za svojo osebno gostilno"; za tega istega papeža je menil, da ne dela drugega, kot da samo je in pije in gleda skozi okno na svojo posest. 
Kljub temu je Belli ohranil skozi celo življenje Cerkvi naklonjeno miselnost. Med uporom, ki je povzročil odpravo Papeške države in vzpostavitev Rimske republike leta 1849, je odločno zagovarjal pravice papeža. 
Po ženini smrti leta 1837 se je Bellijev gospodarski položaj spet poslabšal. V kasnejših letih je Belli izgubil velik del svoje življenjskosti in se vedno bolj zapiral vase, do sveta okoli sebe pa se je začel vesti zaničljivo, zajedljivo in posmehljivo ter se opisoval kot "mrtvega pesnika". Posledično je vedno manj pesnil in njegov zadnji sonet v narečju sega v leto 1849.
V zadnjih letih življenja je Belli delal kot umetniški in politični cenzor pri ponovno obnovljeni Papeški državi, pri čemer je bil nepopustljiv. Prepovedal je marsikatera dela, vključno z deli Shakespeara, Verdija in Rossinija.

## Smrt in spomin
Umrl je v Rimu leta 1863 zaradi možganske kapi. Tam so mu postavili lep marmornat spomenik z njegovim likom. 
Njegov nečak, slikar Guglielmo Janni, je napisal njegovo monumentalno biografijo v 10 zvezkih, ki je izšla posmrtno leta 1967, torej šele stoletje po njegovi smrti. 

### Ocena
Jožefa Bellija se spominjamo predvsem po živahni poljudni poeziji v rimskem narečju. Ustvaril je kar 2279 sonetov, ki tvorijo neprecenljivo pričevanje o papeškem Rimu 19. stoletja in življenju njegovih preprostih ljudi. Večinoma so nastale pesmi v obdobju 1830–1839, nekaj pa še do 1849. Belli jih je večinoma skrival, razen pred prijateljema Sainte-Beuvetom in Gogoljem v strahu, da bi mogli naškoditi njegovemu sinu Ciru, ki je bil v cerkveni službi. 
Tik pred smrtjo je prosil svojega prijatelja duhovnika Tizzanija, naj jih zažge. Prelat jih je izročil njegovemu sinu Ciru Belliju, ki je napravil strog izbor ob prvi objavi leta 1866, da ne bi žalil čuta cerkvenih ljudi, ki jim je takratni čas bil že tako zadostno nenaklonjen - saj je bil tudi sam v cerkveni službi. 
Preseneča Bellijevih izjemen humor in ostra, neizprosna satira tako preprostega ljudstva kot cerkvenih, pa tudi političnih osebnosti. Nekateri soneti poleg tega kažejo izrazito mero erotičnosti. Čeprav pesmi vsebujejo tudi kritiko rimskih cerkvenih ljudi in takratnega Rima nasploh, jih vendar opredeljujejo kot "nikoli brezbožne". 
Njegovi verzi so pogostoma opolzki, saj odražajo bujno prostaštvo in jedke domislice preprostega ljudstva, katerega jezik je uporabljal; sam pravi, da je prostake včasih še prekosil. Opazno je, da je ritem njegovih pesmi tehnično dovršen in da teče v nelahkih sestavah po Petrarkovem vzoru z občutkom realizma, ki je bil v tistem času v Evropi (še) redek. Surovi oziroma naturalistični realizem je nastopil proti koncu stoletja šele z Zolajem in Joycem. Sam Belli je predstavil svoje pisanje takole:
| Giuseppe Gioachino Belli: Introduzione alla raccolta dei sonetti (Italijanski izvirnik) | Jožef Joahim Belli: Uvod v zbirko sonetov (Slovenski prevod) |
| --- | --- |
| Io qui ritraggo le idee di una plebe ignorante, comunque in gran parte concettosa ed arguta, e le ritraggo, dirò, col concorso di un idiotismo continuo, di una favella tutta guasta e corrotta, di una lingua infine non italiana e neppur romana, ma romanesca. | Tukaj prikazujem ideje nevednega plebsa, vsekakor v veliki meri premišljene in duhovite, in jih slikam, bom rekel, s pomočjo neprestane zabitosti, popolnoma napačnega in pokvarjenega govora, jezika, ki končno ni italijanski in niti ne rimljanski, ampak rimski. |

Da bi mogli dojeti, da to pravzaprav ni samo prikaz tega rimskega izrazoslovja in miselnosti, poslušajmo, kako si je zamišljal svojo dejavnost in poseganje, kakor ju opredeljuje on sam; če se nam ena in druga izjava zdita med seboj v nasprotju, lahko razumemo, da je bil poln nasprotij pravzaprav pesnik sam:
| Giuseppe Gioachino Belli: Introduzione ai sonetti (Italijanski izvirnik) | Jožef Joahim Belli: Uvod v sonete (Slovenski prevod) |
| --- | --- |
| »Nel mio lavoro io non presento la scritture de' popolani. Questa lor manca; né in essi io la cerco, benché pur la desideri come essenziale principio d'incivilimento. La scrittura é mia e con essa tento d'imitare la loro parola. Perció del valore de' segni cogniti mi valgo ad esprimere incogniti suoni«. | »V svojem delu ne predstavljam pisanja preprostih ljudi. To manjka; niti ga ne iščem v njih, čeprav si ga še vedno želim kot bistveno načelo omike. Pisanje je moje in z njim poskušam posnemati njihovo besedo. Zato izkoriščam vrednost znanih znakov za izražanje neznanih zvokov.« |

#### Blagoslovljen, papež Lev
Velikanski opus, ki ga je za seboj zapustil Belli, nam razgrinja ne le široko pahljačo tedanjega življenja v Papeškem Rimu in Italiji, ampak obravnava najrazličnejše teme; tako je postal dragoceno pričevanje takratnega časa, med drugim opeva tudi cepljenje proti črnim kozam. 

##### Dolga pot docepljenja
Obstajajo domneve, da so prve oblike cepljenja razvili v Indiji in na Kitajskem že pred 16. stoletjem. Prvi dokumentirani dokazi o cepljenju izvirajo iz omenjenih držav iz 17. stoletja, ko so za cepljenje tam uporabljali uprašene kraste bolnikov s črnimi kozami. V 18. stoletju je ta ideja o cepljenju proti črnim kozam prek Turčije prišla v Anglijo, vendar zaradi možnega nastanka bolezni pri pomanjkljivi inaktivaciji virusa, ni zaživela. Leta 1796 pa je v prakso uspešno uvedel in opisal cepljenje angleški zdravnik Jenner; uporabil je soroden, a za ljudi nenevaren virus, ki povzroča goveje koze. 
Takorekoč prvi je novo odkritje uspešno uporabil Pij VII., ki je v Papeški državi uvedel obvezno cepljenje. Njegov sicer strogi in nepopustljivi naslednik Leon XII. pa je v tej zadevevi popustil zahtevam preprostih množic in je cepljenje prepustil svobodni odločitvi staršev - kar opeva pesnik kot pohvalno potezo. Naslednji papeži so omahovali med obveznim in prostovoljnim cepljenjem prebivalstva, medtem ko pravega proticepilca pravzaprav med njimi ne bomo našli. Podobno tudi sedanji papež Frančišek poziva k vakcinaciji proti koroni, ki je izbruhnila decembra 2019 v kitajski pokrajini Vuhanu in se bliskovito razširila po vsem svetu, kot "dejanje ljubezni", ki nam daje upanje, da bomo izšli iz pandemije ali vseokužbe.  
S sistematičnim cepljenem po vsem svetu je uspelo preprečiti okoli 2 milijona smrti na leto zaradi črnih koz in dve stoletji po odkritju cepiva povsem izkoreniniti črne koze po vsem svetu. Njihovo popolno odpravo je Svetovna zdravstvena organizacija proglasila leta 1980. Izraz »vakcinacija« izvira prav iz Jennerjevega odkritja oz. iz latinske besede vacca za kravo.
V istem času je uspelo osamiti virus črne smrti - kuge - tudi portugalskemu zdravniku in raziskovalcu Jorgeju.

##### Proticepilec?
Kod zgled za njegovo spremljanje sodobnih dogodkov in njegov način pisanja si oglejmo sonet Cepljenje, ki nam predstavlja miselnost - lahko rečmo kot da bi bila posneta danes - takratnega rimskega ljudstva: ne Rimljanov, kot se večkrat sam izraža, ampak prav neizobražene sodrge, preprostega plebsa, z vsemi njegovimi krepostmi, pa tudi grehi in napakami.
Današnje razmere so sicer neverjetno podobne tistim na začetku 19. stoletja: tudi v pogledu zdravja in bolezni. Takrat so namreč začeli na široko uporabljati nedavno odkrit način, kako se zaščititi zoper stoletno morilko - in sicer s cepljenjem otrok in odraslih. Ta morilka se je tedaj imenovala črne koze, danes pa se imenuje korona ali covid-19. Na splošno pa so vse takratne nalezljive bolezni - pandemije - dajali pod skupni imenovalec: črna smrt.
Belli je napisal med več tisoči sonetov tudi pesem v pohvalo papežu Levu, ker je odpravil obvezno cepljenje, katerega je uvedel njegov predhodnik Pij. Poznavalci pravijo, da se tukaj pravzaprav norčuje iz tistih, ki zavračajo cepljenje proti smrtonosnim črnim kozam pod pretvezo, da bi s cepljenjem svoje otroke oropali možnosti, da pridejo v nebesa; čeprav bi jih cepljenje obvarovalo pred prezgodnjim odhodom na pokopališče - torej pred zgodnjo smrtjo - saj je do tedaj - do iznajdbe cepljenja - črna smrt kosila neusmiljeno po Evropi. 
Pesnik posmehljivo pravi, da ne bi bilo prav, če bi se ji ustavljali (z uporabo cepiva), saj so zaostale množice gledale nezaupno na novotarijo - a on je (po svojih izjavah) - hotel biti glas preprostega ljudstva. Med vrsticami lahko preberemo, da pravzaprav v tej in še marsikateri pesnitvi - tudi proticerkveni in protipapeški - ne izraža svojega lastnega mnenja, ampak pravzaprav prenaša široko razširjeno mnenje navadnega ljudstva, plebs-a. Morebiti prav iz tega razloga mnogi - tudi ugledni zgodovinarji - tako primitivno in neznanstveno gledanje pripisujejo pesniku, nato pa tudi samemu papežu Leonu XII., za kar pa ni dokazov. Najverjetneje ni bil proticepilec niti sam pesnik Belli: je pa bila izrazito proticepilno usmerjena rimska drhal - ki jo dosledno zastopa v pesništvu in njen narečni jezik skupaj s primitivno miselnostjo in včasih že kar opolzkim kvantanjem dobesedno prenaša pesnik sicer poln nasprotij: v pesmih ostro liberalno protiplemiško in proticerkveno usmerjen, v resničnosti in politiki pa konzervativno popolnoma vdan papežu in državnim ustanovam, v katerih sta bila sicer zaposlena tako oče Giuseppe kot tudi njegov sin Ciro. Iz tega stalnega strahu izhaja tudi njegova trdna volja, da pesmi ne objavi in jih je pred smrtjo ukazal celo uničiti - kar pa se po prelatovi modrosti ni zgodilo.
| Giuseppe Gioachino Belli: Er linnesto (rimščina) | Giuseppe Gioachino Belli: L'inoculazione (italijanski prevod) | Jožef Joahim Belli: Cepljenje (slovenski prevod) |
| --- | --- | --- |
| Sia bbenedetto li Papa Leoni, e ssin che cce ne sò, Ddio li conzoli; c’ha llibberato li nostri fijjoli da st’innoccolerie de vormijjoni. Vedi che bell’idee da framasoni d’attaccajje pe fforza li vaglioli pe ffajje arisvejjà ll’infantijjoli e stroppiàcceli poi, come scroppioni! Iddio scià mmessa la Madre Natura su st’affari, coll’obbrigo prisciso de mannà cchi jje pare in zepportura. Guarda mó, ccazzo!, pe ssarvajje er viso da du’ tarme, se leva a una cratura la sorte d’arrobbasse er paradiso. 21 aprile 1834 | Sia benedetto papa Leone, e fin che ce n’è Dio li consoli: ha liberato i nostri figli da queste inoculazioni dei virus. Vedi che bell'idea da massoni, attaccargli per forza il vaiolo per far loro risvegliare le convulsioni e storpiarceli poi come scorpioni! Dio ha affidato a Madre Natura queste cose, con l’obbligo preciso di mandare chi vuole al cimitero. E guarda oggi, invece! Per salvargli il viso da due cicatrici si toglie a una creatura la fortuna di guadagnarsi il Paradiso. 21 aprile 1834 | Bodi blagoslovljen, papež Lev, naj ga Bog vedno tolaži: osvobodil je namreč naše sinove od tega cepljenja proti virusu. Poglej, kako lepa je ta prostozidarska zamisel: Na silo jih napadejo črne koze, da bi jim povzročile notranje krče in jih potem pohabile kot škorpijoni! Bog je zaupal materi naravi te zadeve, da jih ureja z natančno dolžnostjo, da pošlje na pokopališče kogar pač hoče. Nasprotno pa danes poglej! Da bi jim rešili življenje, Napravijo stvarem dve zarezi, a jih s tem oropajo možnosti, da bi kdaj prišli v nebesa. Napisano 21. aprila 1834 |